# Saccharomyces eubayanus
Saccharomyces eubayanus, um tipo de levedura, provável ancestral da levedura de cerveja lager, Saccharomyces pastorianus.
A descoberta foi publicada em um estudo realizado por Diego Libkind, do Instituto de Pesquisa em Biodiversidade e Meio Ambiente, em Bariloche, Argentina, e Todd Chris Hittinger, professor de genética na Universidade de Wisconsin, Madison, Wisconsin, EUA, em 22 de agosto de 2011, na revista Proceedings of the National Academy of Sciences of the United States of America
.